# Ralph Graves
Ralph Graves (23 de enero de 1900 - 18 de febrero de 1977) fue un actor, director y guionista cinematográfico de nacionalidad estadounidense, que inició su carrera en la época del cine mudo, y que actuó en 91 filmes estrenados entre 1918 y 1949, además de dirigir 5 producciones y escribir 13 guiones en ese período.

## Biografía
Su verdadero nombre era Ralph Taylor Horsburgh, y nació en Cleveland, Ohio, siendo sus padres John Harvey Horsburgh y Lillian May Graves Horsburgh.
Graves había participado en 46 filmes, la mitad producidos por Mack Sennett, antes de escribir, dirigir y protagonizar Swell Hogan (1926), cinta producida por Howard Hughes, cuyo padre tenía a Graves en la nómina de la Hughes Tool Company, aunque el actor nunca llegara a trabajar allí.
Graves y el joven Hughes se habían reunido en el Wilshire Country Club de golf y, a la hora del almuerzo, el actor esbozó una película sobre un vagabundo de Bowery que adoptaba un bebé. La trama intrigó a Hughes, que tenía un gran interés por Hollywood, y que invirtió 40.000 dólares en el proyecto, familiarizándose durante el rodaje con los aspectos técnicos de la producción. El presupuesto llegó a duplicarse, y después de dar por concluido varias veces el film, Hughes contrató a Dorothy Arzner para colaborar en su reedición, pero era poco lo que podía hacer para salvarlo. Cuando se le preguntó su opinión sobre el tema, el tío de Hughes, el escritor y cineasta Rupert Hughes, dijo: "No hay nada, no hay trama, no hay construcción". "No hay desarrollo de los personajes. La actuación apesta. Destruye la película. Si alguien ve esto, tú y ese homosexual de Graves seréis el hazmerreír de Hollywood". Hughes se tomó en serio el consejo, y ordenó que se destruyera la única copia. Graves más tarde afirmó que él y Hughes tuvieron una relación sexual mientras colaboraban en Swell Hogan.
A pesar de este contratiempo, Graves dirigió cuatro filmes en 1927 y contribuyó a la historia y escribió el guion de otras doce cintas, pero la mayor parte de su carrera la dedicó a la actuación. Mientras trabajaba para Sennett, Graves conoció a Frank Capra, y el director más adelante le daría papeles en varias películas, entre ellas Flight (1929), basada en una historia de Graves, y una serie de filmes de aventuras en las que actuó junto a Jack Holt.
Como actor, su primer film fue Men Who Have Made Love to Me, estrenado en febrero de 1918 por Essanay Studios y Perfection Pictures. Actuó para Universal Pictures en películas como The Yellow Dog (1918), The Scarlet Shadow (1919), The Long Chance (1922) y The Ghost Patrol (1923). Bajo la dirección de D.W. Griffith participó en cintas como Días rojos (1919) y The Greatest Question (1919). Para Famous Players-Lasky Corporation actuó junto a Gloria Swanson en Prodigal Daughters (1923). Para Mack Sennett trabajó en una serie de comedias entre 1923 y 1926, entre ellas The Extra Girl (1923), junto a Mabel Normand, y East of the Water Plug (1924). Después actuó para Fox Film en filmes como Womanpower (1926) y The Country Beyond (1926), para Warner Brothers en A Reno Divorce (1927), y para Columbia Pictures en That Certain Thing (1928) y Flight (1929). También fue actor de seriales, entre ellos The Fatal Warning (1929, de Mascot Pictures), The Black Coin (1936, producido por Louis Weiss), y Batman y Robin (1949, de Columbia Pictures). Su último film fue Joe Palooka in the Counterpunch (1949). 

## Vida personal

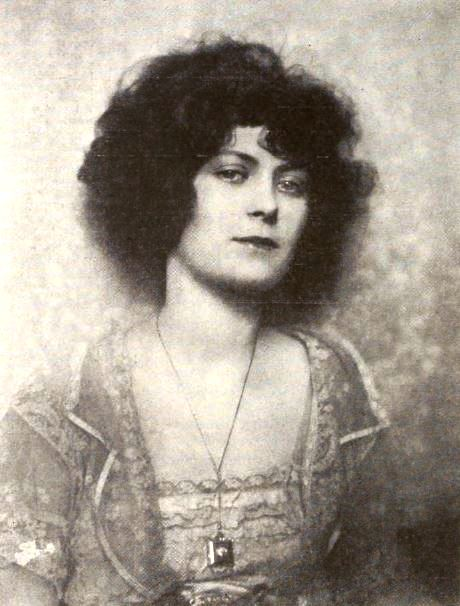
Marjorie Seaman (1900–1923), primera esposa de Ralph Graves

Graves se casó tres veces. Con Marjorie Seaman, hasta la muerte de ella en 1923; con Virginia Goodwin, de la que se divorció en 1932; y con Betty Flournoy, con la que vivió hasta su muerte.
Graves había conocido a Marjorie durante el rodaje de Dream Street (1921), de D. W. Griffith, película protagonizada por él, y en la cual ella hacía un papel menor. Se casaron ese mismo año, en Minneapolis, Minnesota. Tuvieron un hijo, Ralph Jr. Permanecieron casados hasta la muerte de Marjorie Seaman, ocurrida a los 22 años de edad, el 9 de marzo de 1923, a causa de complicaciones surgidas tras el nacimiento de Ralph Jr.
Cinco años después de enviudar, Ralph se comprometió con Virginia Goodwin, perteneciente a una tradicional familia de San Diego. Se casaron en abril de 1928, y tuvieron un hijo, Jerry, que nació en agosto de 1929. En agosto de 1932, Ralph y Virginia se divorciaron, alegando ella crueldad mental y exigiendo la custodia de su hijo. En junio de 1934, Ralph se casó por tercera vez, en Yuma, con Betty Flournoy. Virginia, a su vez, se casó en 1934 con Frederick Tudor Scripps y, según relato posterior del medio hermano Ralph, Jerry sufrió abusos por parte de su padrastro, suicidándose más adelante.
Ralph y Betty Flournoy tuvieron tres hijas: Betty Jr., que nació en julio de 1935; Carla, nacida en mayo de 1938 y fallecida a los 4 meses de edad en un accidente con su carrito; y Barbara, que nació en noviembre de 1946. Graves vivió junto a Betty hasta el momento de su muerte.
Graves se retiró del cine en 1949. Falleció en Santa Bárbara, California, en 1977, a los 77 años de edad, a causa de un ataque al corazón. Sus restos fueron incinerados. Su esposa Betty falleció un año después, en abril de 1978.

## Selección de su filmografía
- The Sporting Life (1918)

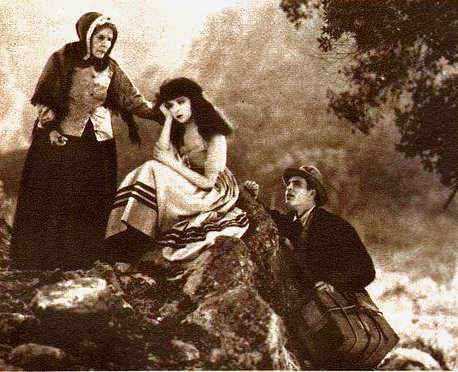
Come on Over (1922), con Florence Drew, Colleen Moore y Ralph Graves

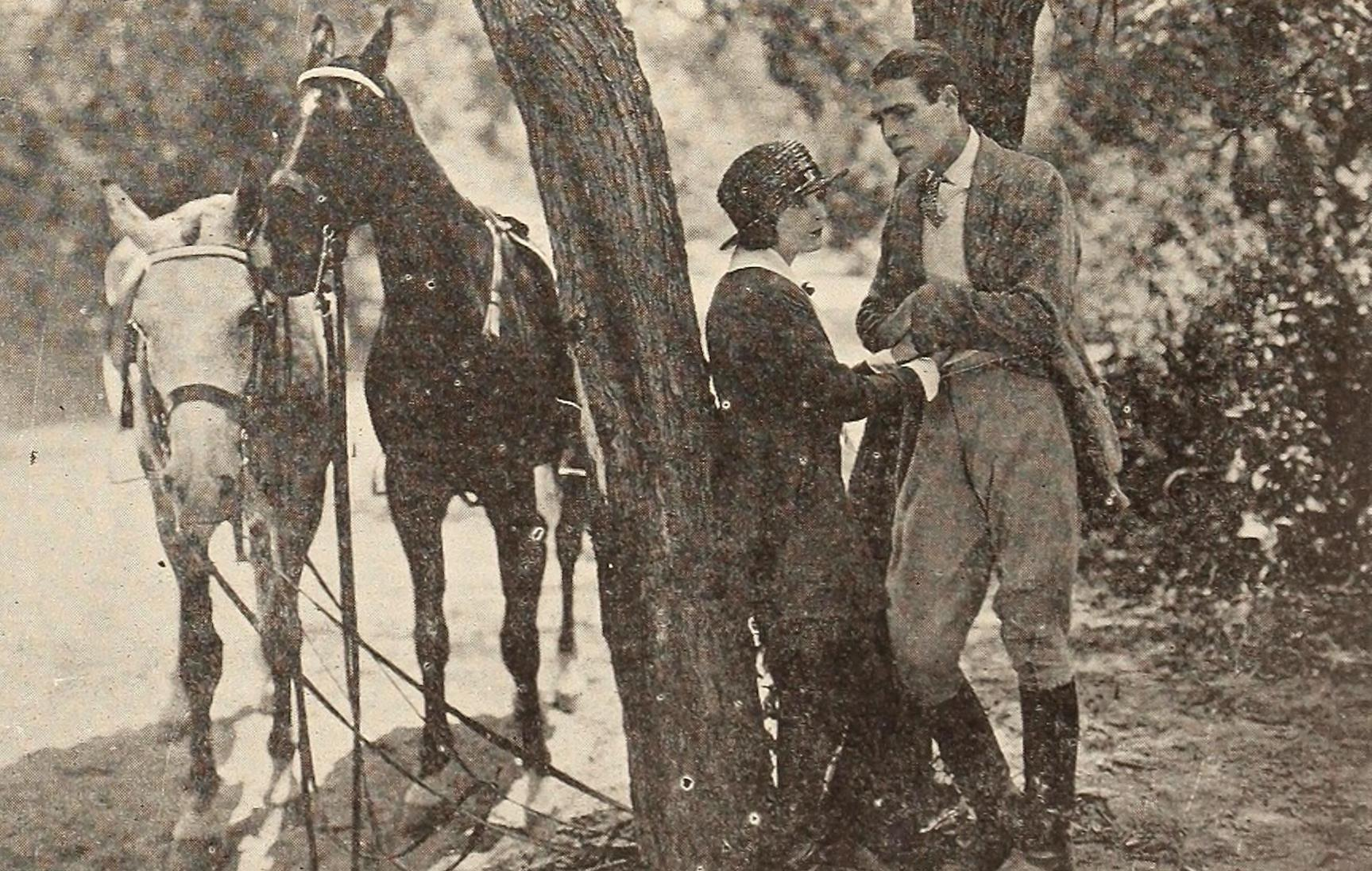
The Jilt (1922), con Marguerite De La Motte y Ralph Graves

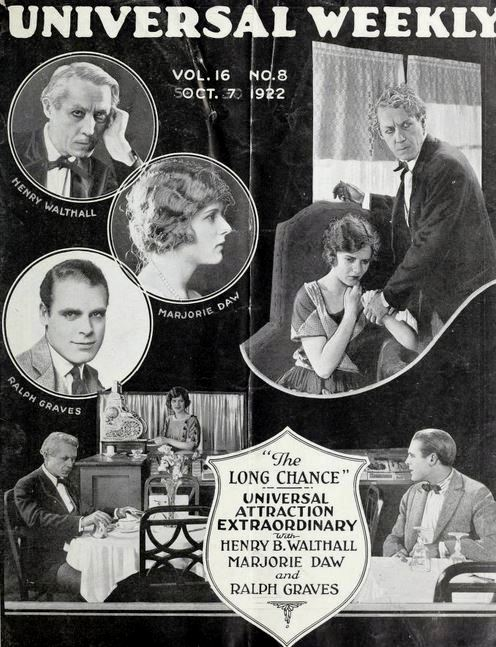
The Long Chance (1922), con Henry B. Walthall, Marjorie Daw y Ralph Graves

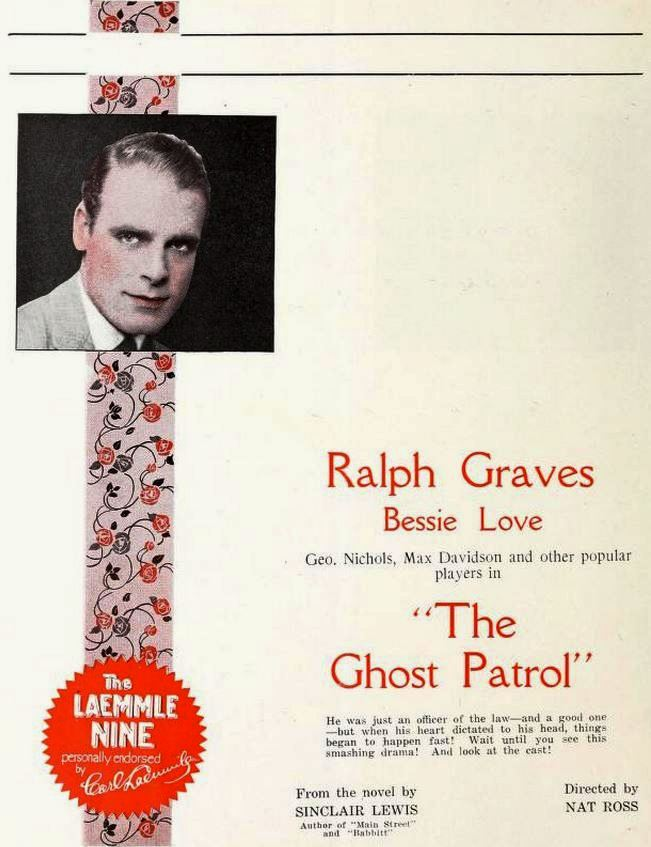
The Ghost Patrol (1923), con Ralph Graves

- Men Who Have Made Love to Me (1918)
- The Yellow Dog (1918)
- The Scarlet Shadow (1919)
- The White Heather (1919)[13]
- Nobody Home (1919)
- The Greatest Question (1919)
- Días rojos (1919)[14]
- Little Miss Rebellion (1920)
- Polly with a Past (1920)
- Dream Street (1921)[15]
- The Long Chance (1922)
- Kindred of the Dust (1922)
- The Jilt (1922)
- Come on Over (1922)
- The Ghost Patrol (1923)
- The Extra Girl (1923)
- Prodigal Daughters (1923)[16]
- Yolanda (1924)[17]
- East of the Water Plug (1924)
- Little Robinson Corkscrew (1924)[18]
- Womanpower (1926)
- The Country Beyond (1926)
- A Reno Divorce (1927) (también director)
- That Certain Thing (1928)
- The Flying Fleet (1929)
- The Fatal Warning (serial, 1929)
- Flight (1929)
- Song of Love (1929)
- Ladies of Leisure (1930)
- Dirigible (1931)
- Salvation Nell (1931)
- Huddle (1932)
- Speed Limited (1935)
- The Black Coin (1936)
- Eternally Hours (1939)[19][20]
- Three Texas Steers (1939)
- Street of Missing Men (1939)
- Double Exposure (1944)[21]
- Batman y Robin (serial, 1949)
- Joe Palooka in the Counterpunch (1949)